# Primera División de Chile 1990
El Campeonato Nacional de Primera División de 1990 fue la 58.ª temporada de la máxima categoría del fútbol profesional chileno.
El torneo consistió en un campeonato a dos ruedas con un sistema de todos contra todos. Contó con la participación de 16 equipos, entre los que finalmente se consagró campeón Colo-Colo, club que obtuvo el décimo séptimo título en su historia y el segundo de manera consecutiva, siendo el primer equipo en conseguir tal marca desde 1965. 
En la parte baja de la tabla de posiciones, descendieron a Segunda División Huachipato y Deportes Iquique. Adicionalmente, pese a lograr la permanencia en Primera División, Naval fue disuelto por la Armada de Chile, a comienzos de 1991.
En este torneo existieron acusaciones de soborno, las cuales involucraron al cuadro de Santiago Wanderers, dirigido por Luis Santibáñez, que se encontraba peleando para no descender, y debía ganar en la última fecha ante Naval, partido que terminó con un resultado de 4-1 a favor del cuadro de Valparaíso. Los jugadores del cuadro caturro José Gutiérrez y Alejandro Arancibia fueron acusados por los jugadores del cuadro chorero Óscar Lee-Chong y Héctor Roco que se les ofreció dinero en efectivo, así como contratos con el cuadro caturro. Gutiérrez fue castigado por un año sin poder jugar, mientas que Arancibia por 30 fechas;sin embargo, en junio de 1991 las sanciones a Gutiérrez y Arancibia se redujeron a 15 partidos.

## Ascensos y descensos
| Pos  | Ascendidos de la Segunda División de Chile 1989 |
| ---- | ----------------------------------------------- |
| 1°   | Universidad de Chile                            |
| 2°   | Palestino                                       |
| LIG. | Santiago Wanderers                              |

| Pos  | Descendidos en la temporada 1989 |
| ---- | -------------------------------- |
| 15º  | Rangers                          |
| 16º  | Deportes Valdivia                |
| LIG. | Unión San Felipe                 |

## Equipos por región
| Región               | N.º | Equipos                                                                           |
| -------------------- | --- | --------------------------------------------------------------------------------- |
| Región Metropolitana | 5   | Colo-Colo, Palestino, Unión Española, Universidad Católica y Universidad de Chile |
| Biobío               | 4   | Deportes Concepción, Fernández Vial, Huachipato y Naval                           |
| Valparaíso           | 2   | Everton y Santiago Wanderers                                                      |
| Tarapacá             | 1   | Deportes Iquique                                                                  |
| Antofagasta          | 1   | Cobreloa                                                                          |
| Atacama              | 1   | Cobresal                                                                          |
| Coquimbo             | 1   | Deportes La Serena                                                                |
| O'Higgins            | 1   | O'Higgins                                                                         |

## Tabla de posiciones
| Pos | Equipo               | PJ | PG | PE | PP | GF | GC | Dif | Pts |
| --- | -------------------- | -- | -- | -- | -- | -- | -- | --- | --- |
| 1   | Colo Colo            | 30 | 17 | 10 | 3  | 60 | 22 | 38  | 46  |
| 2   | Universidad Católica | 30 | 13 | 11 | 6  | 64 | 41 | 23  | 38  |
| 3   | Unión Española       | 30 | 13 | 10 | 7  | 60 | 37 | 23  | 37  |
| 4   | O'Higgins            | 30 | 15 | 4  | 11 | 52 | 45 | 7   | 35  |
| 5   | Palestino            | 30 | 12 | 9  | 9  | 52 | 45 | 7   | 33  |
| 6   | Deportes Concepción  | 30 | 12 | 9  | 9  | 41 | 45 | -4  | 33  |
| 7   | Cobreloa             | 30 | 11 | 9  | 10 | 44 | 42 | 2   | 31  |
| 8   | Deportes La Serena   | 30 | 9  | 12 | 9  | 44 | 41 | 3   | 30  |
| 9   | Cobresal             | 30 | 9  | 11 | 10 | 34 | 38 | -4  | 29  |
| 10  | Fernández Vial       | 30 | 7  | 13 | 10 | 29 | 49 | -20 | 27  |
| 11  | Universidad de Chile | 30 | 7  | 12 | 11 | 37 | 39 | -2  | 26  |
| 12  | Santiago Wanderers   | 30 | 7  | 12 | 11 | 39 | 53 | -14 | 26  |
| 13  | Naval                | 30 | 8  | 9  | 13 | 32 | 47 | -15 | 25  |
| 14  | Everton              | 30 | 7  | 10 | 13 | 30 | 42 | -12 | 24  |
| 15  | Deportes Iquique     | 30 | 9  | 6  | 15 | 43 | 56 | -13 | 24  |
| 16  | Huachipato           | 30 | 3  | 15 | 12 | 24 | 43 | -19 | 21  |

PJ=Partidos jugados; PG=Partidos ganados; PE=Partidos empatados; PP=Partidos perdidos; GF=Goles a favor; GC=Goles en contra; Dif=Diferencia de gol; Pts=Puntos
|  | Campeón. Clasifica a la Copa Libertadores 1991 |
|  | Clasifica a la Liguilla Pre-Libertadores       |
|  | Juega la Liguilla de promoción                 |
|  | Desciende a Segunda División                   |

## Campeón
|                                 |
| Bicampeón Colo-Colo 17.º título |
|                                 |

## Liguilla Pre-Libertadores
| Pos | Equipo               | PJ | PG | PE | PP | GF | GC | Dif | Pts |
| --- | -------------------- | -- | -- | -- | -- | -- | -- | --- | --- |
| 1   | Deportes Concepción  | 3  | 2  | 0  | 1  | 5  | 4  | 1   | 4   |
| 2   | Universidad Católica | 3  | 1  | 1  | 1  | 6  | 5  | 1   | 3   |
| 3   | O'Higgins            | 3  | 1  | 1  | 1  | 3  | 5  | -2  | 3   |
| 4   | Unión Española       | 3  | 1  | 0  | 2  | 3  | 3  | 0   | 2   |

PJ=Partidos jugados; PG=Partidos ganados; PE=Partidos empatados; PP=Partidos perdidos; GF=Goles a favor; GC=Goles en contra; Dif=Diferencia de gol; Pts=Puntos
|  | Clasifica a la Copa Libertadores 1991 |

## Liguilla de Promoción
Los 4 equipos que participaron en esa liguilla, tenían que jugar en una sola sede, en este caso en Antofagasta y lo disputaron en un formato de todos contra todos en 3 fechas. Los 2 ganadores jugarán en Primera División para el año 1991, mientras que los 2 perdedores jugarán en Segunda División para el mismo año mencionado.
| Pos | Equipo               | PJ | PG | PE | PP | GF | GC | Dif | Pts |
| --- | -------------------- | -- | -- | -- | -- | -- | -- | --- | --- |
| 1   | Everton              | 3  | 1  | 2  | 0  | 6  | 4  | 2   | 4   |
| 2   | Naval                | 3  | 1  | 2  | 0  | 5  | 3  | 2   | 4   |
| 3   | Deportes Antofagasta | 3  | 0  | 2  | 1  | 7  | 9  | -2  | 2   |
| 4   | Rangers              | 3  | 0  | 2  | 1  | 4  | 6  | -2  | 2   |

PJ=Partidos jugados; PG=Partidos ganados; PE=Partidos empatados; PP=Partidos perdidos; GF=Goles a favor; GC=Goles en contra; Dif=Diferencia de gol; Pts=Puntos
|  | Jugarán en Primera División de Chile 1991 |
|  | Jugarán en Segunda División de Chile 1991 |

Fecha 1
| 17 de enero de 1991 | Naval                      | 1:1 | Rangers                    | Estadio Regional, Antofagasta                              |                                                            |
|                     | Héctor Francino 20' (a.g.) |     | Nelson Figueroa 37' (a.g.) | Asistencia: 20.920 espectadores Árbitro(s): Segundo Toledo | Asistencia: 20.920 espectadores Árbitro(s): Segundo Toledo |

| 17 de enero de 1991 | Deportes Antofagasta                        | 3:3 | Everton                                                            | Estadio Regional, Antofagasta                             |                                                           |
|                     | Sergio Marchant 37' (pen.), 48', 57' (pen.) |     | Luis Guarda 17' · Juan Carlos Guarda 29' · Juan Carlos Segovia 42' | Asistencia: 20.920 espectadores Árbitro(s): Gastón Castro | Asistencia: 20.920 espectadores Árbitro(s): Gastón Castro |

Fecha 2
| 19 de enero de 1991 | Everton         | 1:1 | Naval               | Estadio Regional, Antofagasta                              |                                                            |
|                     | Luis Guarda 21' |     | Óscar Lee-Chong 48' | Asistencia: 21.222 espectadores Árbitro(s): Sergio Vásquez | Asistencia: 21.222 espectadores Árbitro(s): Sergio Vásquez |

| 19 de enero de 1991 | Deportes Antofagasta                          | 3:3 | Rangers                                                  | Estadio Regional, Antofagasta                              |                                                            |
|                     | Sergio Marchant 35' · Hermes Navarro 57', 91' |     | Patricio Marzán 32' · José Ortega 81' · Pablo Prieto 89' | Asistencia: 21.222 espectadores Árbitro(s): Luis Navarrete | Asistencia: 21.222 espectadores Árbitro(s): Luis Navarrete |

Fecha 3
| 22 de enero de 1991 | Everton                             | 2:0 | Rangers | Estadio Regional, Antofagasta                              |                                                            |
|                     | Edgardo Arasa 15' · Luis Guarda 84' |     |         | Asistencia: 26.066 espectadores Árbitro(s): Sergio Vásquez | Asistencia: 26.066 espectadores Árbitro(s): Sergio Vásquez |

| 22 de enero de 1991 | Deportes Antofagasta | 1:3 | Naval                                                    | Estadio Regional, Antofagasta                             |                                                           |
|                     | Félix Araos 3'       |     | Juan Carreño 55' · Mario Pérez 65' · Héctor Francino 80' | Asistencia: 26.066 espectadores Árbitro(s): Gastón Castro | Asistencia: 26.066 espectadores Árbitro(s): Gastón Castro |

- Los 4 equipos participantes en esta liguilla, mantienen sus puestos en sus respectivas categorías para el año 1991. Pero a comienzos de ese año, Naval fue disuelto por la Armada de Chile, por lo que perdió su cupo en la Primera División y en el fútbol profesional y su cupo fue ocupado por Deportes Antofagasta, que fue el tercero de esa liguilla y dejó a Rangers, como el único equipo de la Segunda División, que se mantiene en dicha categoría, para ese año mencionado.

## Goleadores
| Jugador                | Equipo               | Goles |
| ---------------------- | -------------------- | ----- |
| Rubén Martínez         | Colo Colo            | 22    |
| Carlos Gustavo de Luca | Deportes La Serena   | 19    |
| Aníbal González        | O'Higgins            | 17    |
| Gerardo Reinoso        | Universidad Católica | 17    |
| Juan González          | Unión Española       | 16    |
| Richard Zambrano       | Unión Española       | 16    |
| Adrián Czornomaz       | Cobreloa             | 14    |
| Juan Carlos Almada     | Deportes Concepción  | 13    |
| Ricardo Dabrowski      | Colo-Colo            | 12    |
| Ariel Bravo            | Palestino            | 12    |
| Jorge Pérez            | Santiago Wanderers   | 12    |
| Héctor Francino        | Naval                | 11    |
| Juan Ramón Garrido     | Palestino            | 11    |
| Rodrigo Barrera        | Universidad Católica | 11    |
| José Percudani         | Universidad Católica | 11    |
| Gabriel Díaz           | Universidad de Chile | 11    |
| Fidel Suárez           | Deportes Iquique     | 10    |
| Daniel Fuentes         | O'Higgins            | 10    |
| Alejandro Glaría       | Santiago Wanderers   | 10    |
| Javier Aráujo          | Deportes Iquique     | 9     |
| Sandro Navarrete       | Huachipato           | 9     |

### Hat-Tricks & Pókers
Aquí se encuentra la lista de hat-tricks y póker de goles (en general, tres o más goles marcados por un jugador en un mismo encuentro) conseguidos en la temporada.
| Fecha                    | Jugador                | Goles | Partido                                    |
| ------------------------ | ---------------------- | ----- | ------------------------------------------ |
| 22 de septiembre de 1990 | Richard Zambrano       | 3     | Naval vs Unión Española                    |
| 29 de septiembre de 1990 | Rubén Martínez         | 3     | Colo-Colo vs Everton                       |
| 14 de octubre de 1990    | Alejandro Glaría       | 3     | Santiago Wanderers vs. Naval               |
| 27 de octubre de 1990    | Ariel Bravo            | 3     | Palestino vs Cobresal                      |
| 28 de octubre de 1990    | Adrián Czornomaz       | 3     | Cobreloa vs Deportes La Serena             |
| 1 de noviembre de 1990   | Aníbal González        | 3     | O'Higgins vs Everton                       |
| 11 de noviembre de 1990  | Adrián Czornomaz       | 5     | O'Higgins vs Cobreloa                      |
| 11 de noviembre de 1990  | Marcelo Barticciotto   | 3     | Colo-Colo vs Santiago Wanderers            |
| 5 de diciembre de 1990   | Carlos Gustavo de Luca | 4     | Deportes La Serena vs Fernández Vial       |
| 9 de diciembre de 1990   | Richard Zambrano       | 3     | Unión Española vs Palestino                |
| 5 de enero de 1991       | Carlos Gustavo de Luca | 3     | Deportes La Serena vs Universidad Católica |
| 6 de enero de 1991       | Aníbal González        | 3     | Huachipato vs O'Higgins                    |
| 6 de enero de 1991       | Rubén Martínez         | 3     | Colo-Colo vs Deportes Concepción           |